# Templář (film)
Templář je britsko-německo-americký historický film režiséra Jonathana Englishe z roku 2011. Líčí vítězství vzbouřených baronů na hradě Rochester nad anglickým králem Janem Bezzemkem roku 1215. Film se kompletně natáčel ve Walesu.

## Děj
Film začíná vyprávěním o vzpouře anglických baronů podporovaných templářskými rytíři proti králi Janu Bezzemkovi. Válka trvala 3 roky a vedla k chartě Magna charta libertatum (Velká listina práv a svobod), kterou byl král Jan donucen podepsat. Listina měla zajistit větší práva lidu a omezení panovníkovy absolutní moci. Krátce poté však Jan Bezzemek porušil své stvrzené slovo a zahájil odvetné tažení proti baronům za pomoci dánské legionářské armády, jejímuž veliteli Tiberiovi slíbil, že papež nebude pokřesťanšťovat jeho zemi.

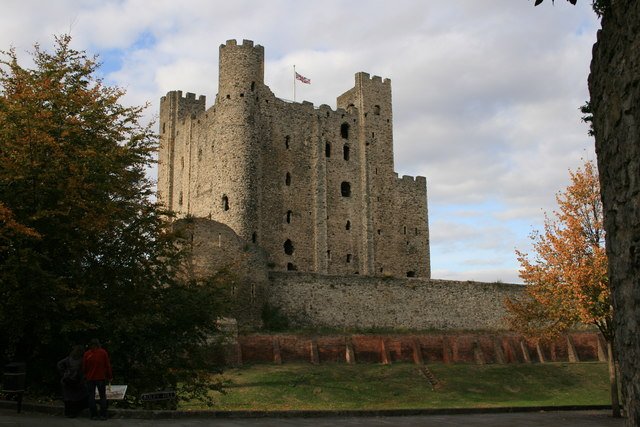
Hrad Rochester.

Opat Marcus cestuje v doprovodu tří templářských rytířů do Canterbury. Jedním z nich je Thomas Marshall. Cestou vyhledají úkryt před bouří na hradě Darnay. Ráno přitáhne král Jan se svou legionářskou armádou a hrad obsadí. Přikáže pověsit barona Darnaye a opatu Marcusovi (který se snažil za něj intervenovat) nechá vyříznout jazyk. V ten moment zasáhnou templáři a Marshall odváží opata do bezpečí, zatímco zbývající dva podlehnou přesile. Opat Marcus umírá následkem zranění a Marshall poruší slib mlčenlivosti a zapřisáhne, že jeho oběť nezůstane marná.
Když dorazí do Canterbury, setká se s arcibiskupem Štěpánem Langtonem (autor charty) a baronem Williamem d'Aubigny, bývalým válečníkem a nyní obchodníkem s vlnou. Langton mu prozradí, že papež a církev je na straně krále Jana a on sám (arcibiskup) má být exkomunikován za to, že sepsal Magnu chartu libertatum. Všichni tři muži se shodnou, že tyranii Jana Bezzemka musí být učiněna přítrž a nejvhodnějším místem je hrad Rochester, strategicky významné místo jižní Anglie.
William d'Aubigny najme několik mužů, jeden se odmítne přidat. Skupina odjíždí do Rochesteru, kde zjistí, že na hradě se usídlila šestice dánských žoldáků vyslaných sem Bezzemkem okamžitě poté, co obdržel zprávu od informátora o záměru barona Williama d'Aubigny (byl to ten muž, který se odmítl přidat). Baronova parta dánské žoldáky porazí a zabere hrad ve jménu vzpoury proti králi k nevoli jeho správce, barona Cornhilla. Když ke hradu dorazí Bezzemek s armádou a požaduje jeho vydání, dostane se mu odmítnutí. První útok jeho armády obránci odrazí. Pro druhou vlnu postaví útočníci obléhací věž, ale d'Aubignovi vojáci ji zapálí pomocí narychlo sestaveného trebuchetu a dánští obléhatelé jsou opět neúspěšní. Králova armáda se stáhne a nechává hrad vyhladovět. Arcibiskup Langton dostane zprávu, že francouzský princ Ludvík VIII. Francouzský (který přislíbil vzbouřencům pomoc) čeká na vyjednávání. Arcibiskup se okamžitě vypraví do Francie, aby osobně dohodl jeho podporu.
Týdny plynou a hlad a únava obránců hradu narůstá. Marhallovi se podaří tajně proklouznout mezi Dány a ukrást pytle s jídlem. Poprvé také neodolá pokušení sličné Isabely, ženy barona Cornhilla.
Dánský velitel Tiberius pod tlakem Jana Bezzemka změní taktiku, vyšle menší jednotku, která se nepozorovaně proplíží k hradbám a rychle udeří. Panoš Guy je zpozoruje, ale už je pozdě. Dánové otevřou bránu a čekající armáda se nahrne dovnitř a pobije většinu obránců. Zbývající muži a ženy se stáhnou do věže. Baron d'Aubigny padne do rukou nepřátel a král mu osobně usekne končetiny za vzpouru proti němu. Baron Cornhill chce vyjednávat o kapitulaci, ale je zastaven Guyem, který ho nazve zbabělcem. Zlomený Cornhill odchází do horní komnaty věže, kde se oběsí. Pod věží je vykopána štola, kam je nahnáno cca 40 vepřů, kteří jsou zde zaživa upáleni (vepřové sádlo zvyšuje žár). Část věže se zhroutí a nastává závěrečný útok.
Ten přežije pouze Guy, Isabel a Thomas Marshall, který ve vyčerpávajícím duelu zabije Tiberia. Zdálky zazní rohy na znamení blížící se francouzské armády společně s dalšími povstalci. Králova žoldácká armáda se dává na útěk. Marshall se střetne s francouzským princem Ludvíkem a arcibiskupem Langtonem u brány hradu. Langton jej propouští ze služeb Templářského řádu a Marshall odjíždí i s Isabelou pryč. Guy si řekne pro sebe: „Udrželi jsme se.“
V závěrečném epilogu je zmíněna smrt Jana Bezzemka na úplavici během jeho ústupu.

## Herecké obsazení

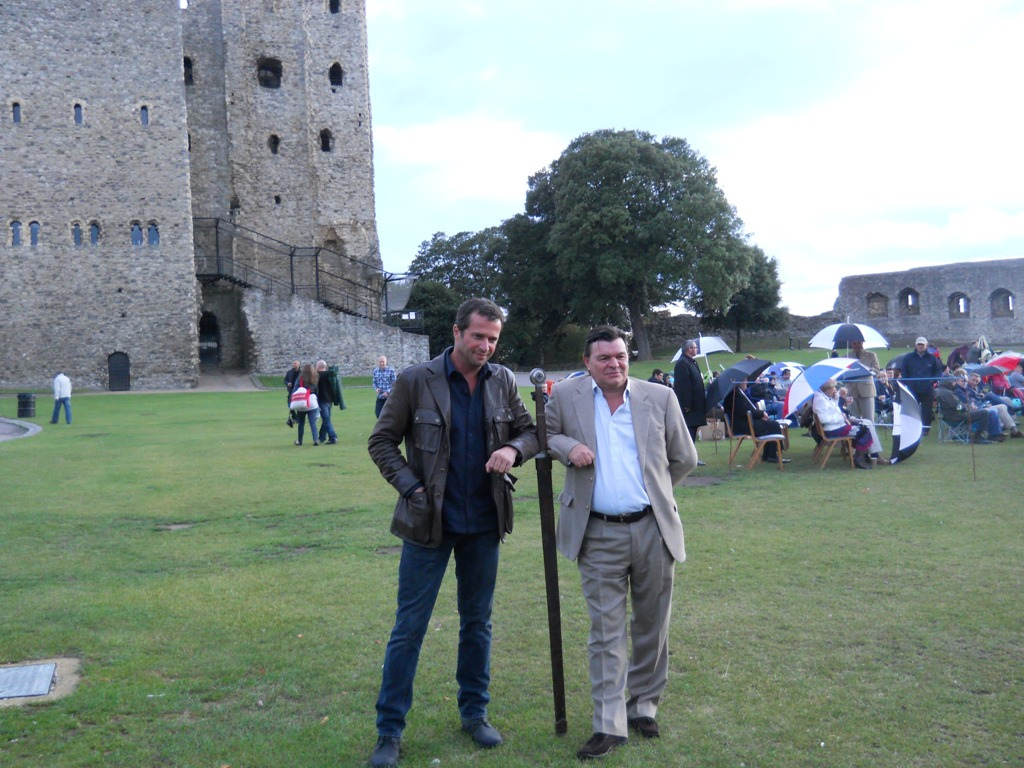
James Purefoy a Jamie Foreman před hradem Rochester.

| James Purefoy    | templářský rytíř Thomas Marshall        |
| Brian Cox        | vzbouřený baron William d'Aubigny       |
| Kate Mara        | lady Isabel                             |
| Derek Jacobi     | Reginald de Cornhill                    |
| Paul Giamatti    | anglický král Jan Bezzemek              |
| Charles Dance    | Štěpán Langton, arcibiskup z Canterbury |
| Jason Flemyng    | žoldnéř Becket                          |
| Jamie Foreman    | Jedediah Coteral                        |
| Mackenzie Crook  | lučištník Marks                         |
| Rhys Parry Jones | Wulfstan                                |
| Aneurin Barnard  | panoš Guy                               |
| Vladimír Kulich  | dánský velitel Tiberius                 |
| David Melville   | baron Darnay                            |
| Annabelle Apsion | Maddy                                   |
| Steffan Rhodri   | Cooper                                  |
| Daniel O'Meara   | Phipps                                  |
| Bree Condon      | Agnes                                   |

## Citáty
„Já bojuji proto, aby vy jste nemusela.“ (templářský rytíř Thomas Marshall k lady Isabele, ženě barona Cornhilla)
„Víru, Guyi. Jen slabí věří, že je změní k horšímu to, co provádějí v boji.“ (Thomas Marshall poučuje mladého Guye)

## Historie
Film se drží skutečných událostí jen volně. Baron William d'Aubigny velel vojákům, ale historikové se rozcházejí v názoru na počet mužů na hradě Rochester. Odhad je 95-140 rytířů podporovaných vojáky s kušemi a dalšími obránci. Král Jan Bezzemek hrad dobyl, většina šlechticů byla uvězněna nebo vyhnána. Francouzská armáda dorazila 6 měsíců po skončení obléhání. Postavy se vymykají historickým záznamům (včetně Williama d'Aubigny, který nebyl obchodníkem s vlnou a nebyl při obléhání mučen ani zabit). V závěrečném epilogu je řečeno, že to bylo první vítězství francouzské armády, které nakonec vedlo k celkovému vítězství. Ve skutečnosti byla francouzská intervence ukončena roku 1217 dohodou z Lambethu, když baroni přísahali věrnost Janovu devítiletému potomkovi Jindřichu III.
Dánové jsou ve filmu vykresleni jako pohané, kteří podporou Jana Bezzemka bojují zároveň za udržení své země mimo vliv křesťanství. Nicméně králova žoldnéřská armáda se skládala převážně z provencálských, akvitánských a vlámských vojáků.
Templář Thomas Marshall vychází ze středověké postavy rytíře jménem Vilém Maréchal.